# 鈴木保巳
鈴木 保巳（すずき やすみ 1931年6月26日 - 2008年2月9日）は、競輪評論家、元競輪選手。群馬県出身。日本競輪学校（当時。以下、競輪学校）第1期生。現役時は日本競輪選手会群馬支部所属。選手登録番号5808。
夫人も、実子の鈴木一正（48期）も元競輪選手。この他、甥にあたる鈴木大介（37期）も元競輪選手だった。

## 経歴
群馬県立前橋高等学校時代は野球部の主将として活躍し、1948年に行われた第30回全国高等学校野球選手権大会に出場。その後は日本大学に進学した後、競輪に転向する形で競輪学校に第1期生として入学。
競輪選手としては1951年9月に京王閣競輪場でデビューし、35歳まで現役を続けたが、1966年9月9日に選手登録を消除して引退。その後は日刊スポーツの評論家となった。

### 名伯楽
鈴木の功績として知られるのは、福島正幸（22期）の師匠であったという事実である。鈴木は福島に対して練習面のみならず、生活面も厳しく管理。とりわけ、「どうやれば勝てるのか?」「なぜ負けたのか?」といった理論付けを福島に対して徹底的に叩き込んだ。ひいては後に、福島が「コンピューター」というニックネームを授かるようになった背景には、鈴木の厳しい理論指導があった。
鈴木は、福島のバイオリズムに変調の兆しが見られると、ヒゲをたくわえさせたり、福島が中学時代に柔道をやっていたことに着目し、自転車の練習は一切させずに、柔道の稽古だけをさせたこともあった。この効果により福島はスランプ状態から立ち直った。
1982年の競輪祭を最後に福島が引退したいと鈴木に申し出たとき、鈴木はそのことを身内にさえ漏らすな、と福島に指示した。その理由は、福島の引退が途中で漏れるようなことがあると、ファンに多大な迷惑をかけることになりかねない、ということからだった。引退の決意を外にもらさなかった結果、福島が鈴木とともに大会4日目のレース終了後に記者会見を行うということに関して、マスメディアもなぜ会見を開くのかが当初分からなかったという。
鈴木は俗称、「鈴木道場」と呼ばれる練習グループを主宰しており、福島以外にも木村実成（15期）の他、多くの弟子を抱えていたが、福島がトップクラスの選手に上り詰める頃には、ほとんど福島に対するマンツーマン指導を施すようになった。また、鈴木の指導方法については、弟子以外の群馬県の選手にも大きな影響を与えた。ひいては1970年代に群馬王国が確立されていくことにも繋がった。

### 競輪評論家として
福島の引退後、鈴木は競輪中継の専門解説者（新聞紙は日刊スポーツ専属）として出演する機会が多くなったが、予想する上において、最も重要視していたのは、選手個人の持ちタイムであった。当時、競輪では必ずしも持ちタイムがいいだけでは勝てないという話の流れになっていたが、鈴木の持論は、勝つ選手は必然的にタイムもいいというものであった。とりわけ1kmの独走タイムについては非常に重要視していた。また、ゴール寸前の推定時速という概念を持ち込んだのも、鈴木が最初である。
また、鈴木は歯に衣着せぬ発言もしばし行った。とりわけ井上茂徳が1999年の日本選手権競輪開催直前になって引退表明をしたことについて、「このような発言をすることによって、ファンに多大な迷惑をかけかねない」として猛烈に非難。そして井上はついに一度も2着までに入ることがなかったが、「井上の発言を受け、ファンがどれだけ井上絡みの車券を買ってフイにさせられたのか分からない。」として、これまた痛烈に批判した。
2008年2月9日の午前4時33分、前橋市内の病院で死去。76歳だった。
2008年から前橋競輪場で彼の功績を称え、日刊スポーツ杯鈴木保巳メモリアルを開催。

## 主な「鈴木語録」
※下述の話は、主に月刊競輪の記事を参考にした。
「フラワーラインの競走が汚い、とよく言われるけど、九州だって似たようなものだ。」
- フラワーVS九州の図式の時代、九州も北村徹や佐々木昭彦をダシに使って中野浩一に勝たせる競走をしたことに対する皮肉。

「甲子園競輪場が全国都道府県選抜競輪を潰した（ようなものだ）。」
- 1969年、甲子園競輪場で行われる予定だった全国都道府県選抜競輪は開催10日前になって突然中止。そしてその後廃止。
  - ちなみに、その甲子園競輪場も2002年3月をもって廃止された。

「東西対抗戦になったからこそ2回も優勝できた。」
- 高松宮杯競輪を2回優勝した荒木実に関連して言った言葉。高松宮杯が東西対抗戦の形式となったのは1973年からだったが、その当時は、「群馬王国」、「宮城王国」、「三強時代」といった東日本断然優勢の時代で、弱体化した西日本の勝ち上がりが比較的楽なのに対し、東日本は有力選手同士の潰しあいが生じてしまったという皮肉を込めて。

「あそこで福島が勝っていれば、中野浩一の全盛期はあと数年遅れていた。」
- 1978年、西宮競輪場で開催された第21回オールスター競輪決勝で、逃げる中野浩一に対し、弟子の福島の捲りが決まったかに思われたが、2センターで先捲りを放った高橋健二の落車が影響して福島のスピードは直線に入って鈍り、マークの天野康博に最後交わされてしまった。

「こうなることは、最初から分かっていた。」
- 1987年の競輪祭準決勝で、史上初の特別競輪4連覇がかかった滝澤正光と同型の清嶋彰一が対戦したが、まだペースが上がりきっていない状態のジャン付近で双方落車となり、滝澤の4連覇は潰えた。地元の中野浩一を決勝進出させたい思惑が見え隠れしていたことや（中野はその年の競輪祭を優勝）、同型選手同士が特別競輪の準決勝で対戦するとなると、互いに牽制し合って双方落車といった事態になるか、はたまた互いに潰しあいに終始するだけのレース展開になりやすくなることに対する批判。

「売り上げは「3・8・1（惨敗）」だ。」
- 1997年、岸和田競輪場で開催された日本選手権競輪の総売り上げが、目標売り上げを大幅に下回る381億円しか売れなかったことに対する皮肉。

「引退表明は、全てのレースを終えてからするものだ！」
- 1999年、静岡競輪場で行われる日本選手権競輪を前にして引退表明した、井上茂徳について批判。

「うちの親父から、「3バ」は絶対にやめろ！と言われたが、競輪はその中に入ってなかったから大丈夫だった。」
- 阿佐田哲也編、「競輪痛快丸かじり」のインタビュー記事より。「3バ」とは、競馬、相場、博打のこと。

「加藤晶は、特別競輪の順位決定戦でほとんど1着を取っていた。」
- 日本名輪会の会員だったものの、現役時代は少々地味な存在だった加藤晶が6回も特別競輪を優勝できたのはこうした実績があったからに他ならない、と論評。つまりは、「負け戦」と言われる、勝ち上がり戦から外れたレースでも、しっかりと勝ちきれ、という意味。